# 宝可梦探险寻宝
《宝可梦探险寻宝》（网易代理中国大陆智能手机版本译为《宝可梦大探险》）是一款由Game Freak开发，由宝可梦公司发行的宝可梦系列衍生角色扮演游戏。游戏于2018年5月30日登陆任天堂Switch，并于2018年6月27日登陆智能手机平台。

## 游戏玩法
在游戏中宝可梦都会变成方块造型，被称之为“宝酷方”。游戏发生在方可乐岛，《寶可夢 紅·綠》的宝可梦都登场于此游戏。宝可梦可以在探险中打倒敌方宝可梦并获得P力石等物品，P力石可以有着多种效果，如提升宝可梦的能力。玩家可以通过烹饪料理让宝可梦加入“大本营”，玩家也能使用装饰物品装点大本营帮助探险。

## 发展
2018年5月30日，精灵宝可梦公司在当天的新闻发布会中宣布了《宝可梦探险寻宝》，同時在全球任天堂eShop发布。官方也宣布将会在同年6月28日发布iOS和Android版本。

### 付费下载内容
在游戏推出的同时发布了三款可供玩家付费下载的DLC（游戏中称为“探险包”），以及一些可供玩家单独购买的游戏道具。“探险包”中包含有可用于增强游戏体验的道具和奖励。

## 回响
Pocket Gamer的瑞克·考利表示虽然此游戏“并没有给人深刻的印象，但却是種迷人而愉快的方式來填補時間等待主游戏出售”，以此为由打了7/10分。而Gadgets 360也打了一样的分数，解释这款免费游玩的游戏很独特且好玩，但游戏对Joy-Con支持不佳，且游戏也缺乏故事性。任天堂于2018年6月1日宣布本作两日内全球下载次数已超100万次。